# Żaba śmieszka
Żaba śmieszka (Pelophylax ridibundus syn. Rana ridibunda) – jeden z sześciu gatunków płazów z rodziny żabowatych występujących w Polsce.

## Morfologia

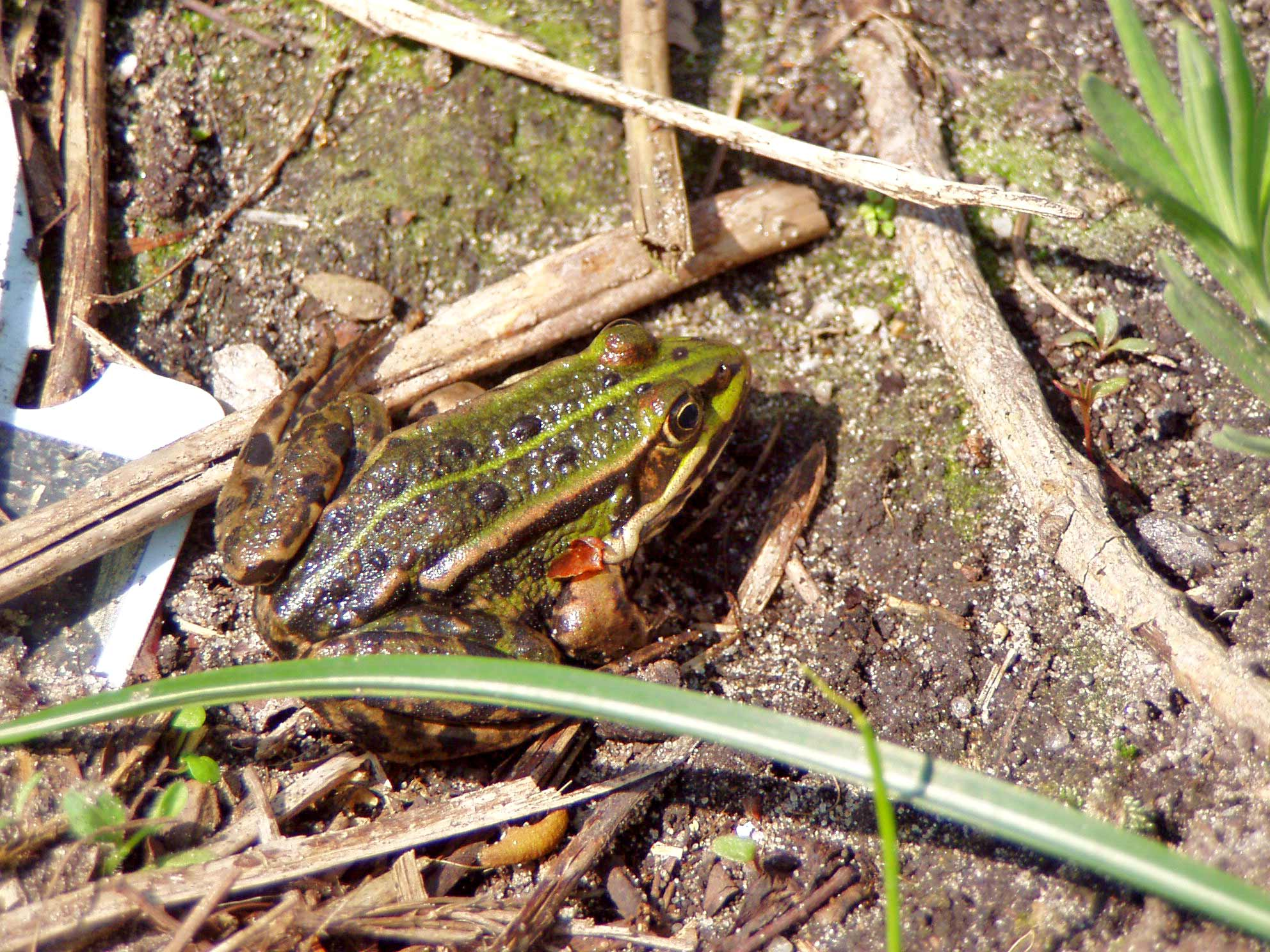
Żaba śmieszka – typowe ubarwienie

Długość ciała 7–13 cm, masa ciała 30–110 g. Ciało krępej budowy, na głowie wyraźnie widoczne błony bębenkowe. Skóra pokryta brodawkami, gruba i chropowata. Dobrze widoczne fałdy grzbietowe. Na wszystkich kończynach błony pławne, sięgające końców palców. Grzbiet ma kolor od oliwkowozielonego do ciemnobrązowego. Występują na nim ciemniejsze duże plamy o nieregularnych kształtach. Ich wygląd jest cechą gatunkową, umożliwiającą w typowych przypadkach łatwe odróżnienie żaby śmieszki od innych żab zielonych. Brzuch również jest plamisty.

## Występowanie
Żaba śmieszka występuje w zachodniej, centralnej i wschodniej Europie i dalej na wschód i południe po Kazachstan, Iran i Afganistan; stwierdzona także na Syberii i Kamczatce. Izolowane populacje w Bahrajnie, Arabii Saudyjskiej, introdukowana na południu Wielkiej Brytanii. Występuje na całym terenie nizinnej Polski, jest jednak rzadka.

## Biotop
Jest silnie związana ze środowiskiem wodnym. Najczęściej spotkać ją można nad dużymi zbiornikami wodnymi, takimi jak jeziora, stawy, rozlewiska rzeczne, ale występuje też w mniejszych zbiornikach, takich jak śródleśne stawy, rowy melioracyjne. Zwykle przebywa na lądzie, ale tuż nad wodą, gdzie poluje na zdobycz. Gdy zbiorniki te wysychają, podejmuje wędrówkę w poszukiwaniu innych i wtedy spotkać ją można w nietypowych dla niej miejscach.

## Tryb życia
Jest aktywna w dzień. Odżywia się głównie owadami, skorupiakami, pająkami, ale także drobnymi kręgowcami: rybami, myszami, pisklętami ptaków, małymi wężami, kijankami i małymi płazami, również własnego gatunku. Poluje na lądzie. Przestraszona ucieka natychmiast do wody. Jesienią, zwykle w październiku zapada w sen zimowy. Spędza go na dnie zbiorników wodnych.

## Gody
Istnieją różnice w wyglądzie zewnętrznym między samcem i samicą – dymorfizm płciowy. Samiec jest mniejszy, ma dobrze wykształcone modzele godowe oraz duże rezonatory, służące do wzmocnienia głosu wydawanego podczas godów. Ma też jaśniejsze ubarwienie ciała. Brak jest, zarówno u samca, jak i samicy szaty godowej. Żaby śmieszki późno rozpoczynają gody – trwają one zwykle od końca kwietnia do czerwca. W tym czasie przebywają w zbiornikach wodnych, zwykle w tych samych, w których zimowały. Samiec wydaje charakterystyczne odgłosy, zwane popularnie rechotaniem żab (śmieszka wzięła swoją nazwę od głosu, który wydaje samiec podczas godów). W toku godów samiec obejmuje samicę uchwytem ampleksus. W czasie gdy składa ona jaja, samiec wypuszcza plemniki. Zapłodnienie jaja następuje w wodzie.

## Rozród
Samica składa jaja w kilku partiach, łącznie ok. 6000 jaj. Jaja, zwane skrzekiem mają galaretowatą osłonkę i przyklejają się do roślin wodnych. Po ok. 10 dniach wylęgają się z nich larwy zwane kijankami. Pływają one w wodzie za pomocą ogona z płetwą ogonową. Oddychają początkowo skrzelami zewnętrznymi, które następnie przekształcają się w skrzela wewnętrzne. Odżywiają się odcedzając cząstki organiczne z wody, lub zeskrobując je z roślin i przedmiotów w wodzie. W trakcie rozwoju wyrastają im kończyny tylne, następnie pojawiają się kończyny przednie. Kijanki żaby śmieszki są duże, większe od kijanek innych polskich żab, osiągają długość 10–12 cm. Jesienią następuje przeobrażenie w postać dorosłą.

## Ochrona
Gatunek ujęty w załączniku IV do dyrektywy siedliskowej, co zobowiązuje wszystkie państwa Unii Europejskiej do objęcia go ochroną gatunkową, w tym zapewnienia ochrony miejsc rozrodu i odpoczynku. Gatunek podlegający w Polsce ochronie częściowej.